# Phaenocarpa antipoda
Phaenocarpa antipoda är en stekelart som först beskrevs av William Harris Ashmead 1900.  Phaenocarpa antipoda ingår i släktet Phaenocarpa och familjen bracksteklar. Inga underarter finns listade i Catalogue of Life.